# Idols
Idols was een talentenjachtprogramma op televisie van de Nederlandse commerciële zender RTL 4, dat in het najaar 2002 van start ging en werd uitgezonden tot in 2008. In 2016 en 2017 maakte Idols een comeback op de zender RTL 5.
Dit programma is een Nederlandse versie van het Britse programma Pop Idol. In het programma wordt gezocht naar nieuw zangtalent. Het was tussen 2002 (Soundmixshow) en 2010 (The voice of Holland) de best bekeken talentenjacht. X Factor en Popstars evenaarden hun voorloper niet. Binnen vijf afleveringen bereikte het programma twee miljoen kijkers per aflevering. Na het eerste seizoen werden er nog drie seizoenen uitgezonden. Daarna besloot RTL 4 meer te investeren in X Factor.
Idols meende het beste zangtalent van het land te kunnen ontdekken, waar het publiek op kon stemmen. Met behulp van televoting kan het publiek thuis bepalen wie er uiteindelijk met de titel "idol" naar huis gaat. Het publiek heeft tot op heden Jamai Loman, Boris Titulaer, Raffaëla Paton, Nikki Kerkhof, Nina den Hartog en Julia van Helvoirt (in chronologische volgorde) tot idol gekozen.
De kandidaten worden geselecteerd door een panel van juryleden die de performances van de finalisten bekritiseren. De vier oorspronkelijke juryleden waren talentscout en producer Henkjan Smits, songwriter en producer Eric van Tijn, zangeres en directrice van Stichting Buma Cultuur Jerney Kaagman en artiestenmanager Edwin Jansen. Na enkele seizoenen werden enkele plaatsen ingenomen door songwriter John Ewbank en zanger Gordon Heuckeroth. De serie werd door de seizoenen heen gepresenteerd door Tooske Breugem, Reinout Oerlemans, Chantal Janzen, Martijn Krabbé en Wendy van Dijk. De eindregie lag in handen van Martijn Nieman en Jeroen van Zalk. Voor de studioregie tijdens de liveshows werd een beroep gedaan op Marc Pos.
Het programma genereerde in 2002 flinke inkomsten voor de producenten, door sponsorcontracten, merchandising en doordat kijkers tegen betaling konden meestemmen per telefoon en sms. Het programma was vanaf het voorjaar van 2016 te zien bij RTL 5. Ruben Nicolai en Lieke van Lexmond presenteerden het programma. Martijn Krabbé, Eva Simons, Jamai Loman en Ronald Molendijk namen plaats in de jury. In januari 2018 maakte Loman bekend dat Idols niet meer terugkeerde voor een zevende seizoen.

## Geschiedenis
Idols is de Nederlandse versie van het populaire programma Pop Idol en American Idol. Pop Idol is op zijn beurt weer geïnspireerd door Popstars. Het idee van Popstars was dat voor een jury een aantal geselecteerde zangers en zangeressen auditie zouden doen, die, via een aantal andere elementen zoals televoting, uiteindelijk een groep zouden vormen. Toentertijd was televoting in opmars en werd al veelvuldig gebruikt bij het Eurovisiesongfestival. Simon Fuller besloot op het succes van Popstars door te gaan, maar dan niet dat er een groep zou worden gevormd, maar dat slechts één persoon als winnaar zou worden benoemd. Fuller bedacht op deze manier het idee van Pop Idol. Het programma maakte zijn debuut in Engeland in 2001 en werd een groot succes.
Simon Fuller wilde het programma meteen verkopen aan Amerika, maar er kwam geen respons op Fullers aanbod. Uiteindelijk kocht Rupert Murdoch, hoofd van Fox Entertainment Group, het format, omdat zijn dochter een groot fan was van de Britse versie. Zo werd American Idol geboren. American Idol debuteerde in de zomer van 2002 en werd de zomerhit van dat jaar.
Tooske Ragas (toen nog Breugem) was toentertijd getrouwd met een Amerikaan en woonde om die reden ook in Amerika. Ragas was een grote fan van de serie en nam contact op met enkele connecties in Nederland. Ragas zou het leuk vinden om een Nederlandse versie van het programma te maken. Binnen enkele telefoontjes werd dit al werkelijkheid. RTL 4 kocht het concept en was het vierde land dat met een eigen Idol-serie kwam.

## Jury en presentatie
| Juryleden         | Seizoen 1 | Seizoen 2 | Seizoen 3 | Seizoen 4 | Seizoen 5 | Seizoen 6 |
| ----------------- | --------- | --------- | --------- | --------- | --------- | --------- |
| Edwin Jansen      |           |           |           |           |           |           |
| Henkjan Smits     |           |           |           |           |           |           |
| Eric van Tijn     |           |           |           |           |           |           |
| Jerney Kaagman    |           |           |           |           |           |           |
| Gordon Heuckeroth |           |           |           |           |           |           |
| John Ewbank       |           |           |           |           |           |           |
| Ronald Molendijk  |           |           |           |           |           |           |
| Eva Simons        |           |           |           |           |           |           |
| Jamai Loman       |           |           |           |           |           |           |
| Martijn Krabbé    |           |           |           |           |           |           |
| Reinout Oerlemans |           |           |           |           |           |           |
| Tooske Ragas      |           |           |           |           |           |           |
| Chantal Janzen    |           |           |           |           |           |           |
| Wendy van Dijk    |           |           |           |           |           |           |
| Ruben Nicolai     |           |           |           |           |           |           |
| Lieke van Lexmond |           |           |           |           |           |           |

 juryleden van het programma
 presentatoren van het programma

### Juryleden
Het concept kent volgens het format vier juryleden. De vier originele juryleden waren Henkjan Smits, Eric van Tijn, Jerney Kaagman en Edwin Jansen. De gehele jury kwam ook terug voor een tweede seizoen, maar na het tweede seizoen besloot Jansen te vertrekken. Door het succes van Idols was hij inmiddels bekender dan een aantal van zijn eigen artiesten. Jansen besloot om deze reden te stoppen bij Idols. Ook zijn management keerde niet terug. De winnaars Jamai Loman en Boris Titulaer kregen Jansen als manager, maar vanaf seizoen drie was opeens TEG Bookings ingeschakeld als manager van de uiteindelijke winnaar. Opmerkelijk is dat vlak voor het derde seizoen enkele Idols-finalisten van de voorgaande seizoenen zouden klagen over AT Productions.
Na twee seizoenen besloot RTL 4, op advies van de jury, om een seizoen niet met Idols te komen. Volgens de jury kreeg je meer en nieuw talent als je een seizoen wacht. Wanneer een jaar later de voorbereidingen voor het derde seizoen worden gedaan valt ook de jury uit elkaar. Jurylid Jansen vertrekt en Kaagman zou alleen willen meedoen als meer liveshows in het teken van "Nederlandse muziek" zal komen te staan. RTL 4 zou in eerste instantie een geheel nieuw jury bij elkaar zoeken, maar uiteindelijk besloten ze toch met de drie overgebleven juryleden verder te gaan. RTL 4 zou ingaan op de wens van Kaagman door niet alleen een "Nederlandstalig" thema in de liveshows te plaatsen, maar ook het thema "Nederlands Product". Het was dan ook de bedoeling dat er wekelijks een gastjurylid plaats zou nemen om de plek van Jansen op te vullen, maar dit is nooit gebeurd.
Na het derde seizoen besloot RTL 4 wederom een pauze in te lassen voor Idols. RTL 4 kwam ondertussen met het eerste seizoen van X Factor, waar ook Smits deel uitmaakte van de jury. Kort na de finale van X Factor vertrok Smits naar SBS6 om zich daar verder te ontwikkelen als presentator. Smits zou daar gaan jureren in het eerste seizoen van So You Wanna Be a Popstar, maar dat ging niet door omdat hij dan contractbreuk zou ondergaan met RTL 4. Later dat jaar zat Smits wel in de jury van het tweede seizoen van So You Wanna Be a Popstar.
Na het vertrek van Smits ging RTL 4 op zoek naar een vervanger voor Smits. Daarnaast gingen er een tijd geruchten dat ook Kaagman zou vertrekken. Kaagman zou namelijk nooit zijn benaderd voor een nieuw seizoen, al zou ze dat wel graag willen. Smits en Kaagman zouden worden vervangen door Marianne van Wijnkoop en Gordon Heuckeroth. Er gingen zelfs geruchten dat Smits Kaagman over had gehaald om plaats te nemen in de jury van So You Wanna Be a Popstar. Kort nadat Kaagman in de media had gezegd niet te zijn benaderd en de geruchten omtrent So You Wanna Be a Popstar, kwam vervolgens toch het bericht dat het inmiddels al rond was en dat Kaagman gewoon in de jury van het vierde seizoen zal zitten. Wel had Kaagman dezelfde eisen als het vorige seizoen, namelijk een "Nederlandstalige" thema en het "Nederlands Product" thema. Ook bleek achteraf dat Kaagman verantwoordelijk was voor het thema "Musical", waar de kandidaten vele Nederlandse versies van musicalsnummers zongen. Enkele dagen na de bevestiging van Kaagman kwam naar buiten dat de lege plek van Smits wordt opgevuld door Gordon Heuckeroth, maar ook door John Ewbank.
Tijdens het vierde seizoen maakte programmadirecteur Erland Galjaard door het recordaantal aanmeldingen en de kijkcijfers een vijfde seizoen niet uit te sluiten. Galjaard zou toen zelfs al in gesprek zijn geweest met de vier juryleden. Het vijfde seizoen zou niet eerder komen dan in het najaar van 2010, aangezien Galjaard eerst nog een tweede poging wou doen met X Factor. Kort na de finale van het vierde seizoen maakte Heuckeroth bekend niet open te staan voor een vijfde seizoen. Echter nam Heuckeroth wel plaats in de vernieuwde X Factor-jury. Ook Angela Groothuizen zat in de vernieuwde jury van X Factor en tijdens een interview verklapte zij dat RTL 4 haar ook graag had willen hebben in de jury van Idols. RTL 4 zou Groothuizen namelijk meerdere keren hebben benaderd, maar is hier nooit op ingegaan. Groothuizen zei "ja" tegen X Factor omdat ze daar ook nog een rol als coach had. Ook wilde Kaagman niet plaatsnemen in de jury van het vijfde seizoen. Een vijfde seizoen kwam er echter niet. In het najaar van 2010 begon RTL 4 het vernieuwde concept The voice of Holland uit te zenden, dat het bij de kijkers gemiddeld beter deed dan Idols voorheen.
In 2015 komt naar buiten dat RTL 5 met het vijfde seizoen van Idols komt. De show zou zich helemaal aanpassen en anders zijn dan de voorgaande vier seizoenen. De show zou meer lijken op de Amerikaanse versie. Hoewel de vier originele juryleden allemaal positief waren over een nieuw seizoen hebben ze alle vier het aanbod afgeslagen om plek te nemen achter de jurydesk. Ewbank zou te druk zijn met zijn eigen musical en Gordon had het al te druk met Holland's Got Talent. Ook presentatoren Martijn Krabbé en Wendy van Dijk werden benaderd voor het nieuwe seizoen, maar Van Dijk was te druk met andere werkzaamheden. Dit betekende voor Krabbé dat hij niet werd gevraagd als presentator, maar als jurylid. Krabbé nam de positie aan en werd de eerste jurylid van het nieuwe seizoen. Kort daarna werden ook producer en dj Ronald Molendijk en internationaal zangeres Eva Simons toegevoegd. Het vierde en laatste jurylid zou Jamai Loman of Jim Bakkum worden: de nummers één en twee van het eerste seizoen. Uiteindelijk werd het winnaar Jamai Loman. In dezelfde bezetting begon in februari 2017 ook het zesde seizoen.

### Presentatie
De eerste twee seizoenen werden gepresenteerd door Tooske Ragas en Reinout Oerlemans. Oerlemans presenteerde alleen de liveshows. Van 2005 tot 2007 presenteerde Ragas de Duitse versie: Deutschland sucht den Superstar. Ragas bleef tegelijk ook in Nederland werken. Na haar vertrek naar de publieke omroep besloot ook Oerlemans te stoppen met de presentatie van Idols. Het tweetal werd opgevolgd door Martijn Krabbé en Chantal Janzen. Janzen werd een seizoen later vervangen door Wendy van Dijk, die daarvoor al het eerste seizoen van X Factor had gepresenteerd. Wanneer Idols in 2016 terugkeert, deze keer op RTL 5, ligt de presentatie in handen van Ruben Nicolai en Lieke van Lexmond. Krabbé is dan inmiddels jurylid geworden. Nicolai en Van Lexmond presenteren begin 2017 ook het zesde seizoen.

## Selectieproces
Tijdens Idols moet elk kandidaat enkele rondes door om "Idol" te kunnen worden. In elke ronde zullen enkele kandidaten afvallen, zodat er uiteindelijk één overblijft.

### Leeftijdsgrens
Om tijdens de eerste twee seizoenen mee te mogen doen moest de kandidaat binnen de leeftijdscategorie van 15-28 jaar vallen. Tijdens seizoen drie werd de bovenste leeftijdsgrens verhoogd naar 35 jaar. Het leeftijdgemiddelde van de finalisten van het eerste seizoen was 19 en van de finalisten van het tweede seizoen 22. De jury dacht dat het gemiddelde van de finalisten voor het derde seizoen nog wel hoger kon gaan liggen. Daarnaast was dit ook om meer mensen de kans te geven om zich op te kunnen geven. Ook constateerde de jury dat er tijdens de eerste twee seizoenen veel talent was binnen de leeftijd 25-28 jaar en veel van deze mensen zouden nu niet meer mee mogen doen. Deze leeftijdsgrens werd ook gehanteerd tijdens het vierde seizoen, maar volgens jurylid Gordon was dit veel te hoog en had de leeftijdsgrens moeten liggen op 25 jaar. In het vijfde seizoen geldt een minimumleeftijd van 14 jaar en een maximumleeftijd van 28 jaar.

### Auditie
De kandidaten moeten eerst een "pre-auditie" doen. Hier moeten zij zingen voor een groep mensen, producers en zangcoaches van het programma, die bepaalden of de kandidaat door mag naar de audities voor de jury. Vele kandidaten vonden de pre-audities belachelijk; vaak zouden de grappige deelnemers doorgaan, niet zozeer de kandidaten die echt konden zingen. Het kwam erop neer dat men een hoog entertainmentgehalte moest hebben om door de pre-audities te komen. De kandidaten die door de pre-audities komen moeten daarna auditeren voor de jury. Iedere kandidaat bereidt twee nummers voor en de producers bepalen uiteindelijk welk nummer de kandidaat voor de jury moet gaan zingen. Elke kandidaat moet in principe a capella auditeren. Soms zijn er enkelen die instrumenten, de liedtekst op schrift of een MP3-speler meenemen. De jury laat dit meestal toe, maar weinig kandidaten zijn daarmee ooit in de tweede ronde gekomen.
Nadat een kandidaat klaar is met de performance bekritiseren de juryleden de performance, zowel positief als negatief. Uiteindelijk moeten twee juryleden "ja" zeggen om door te kunnen naar de volgende ronde. Tijdens seizoen 1, 2 en 4 was dit de helft van de stemmen en was een kandidaat dus door onder het mom van "voordeel van een twijfel". Tijdens het derde seizoen moest een kandidaat twee van de drie juryleden overtuigen van zijn kunnen. Tijdens seizoen 5 moet een kandidaat drie van de vier juryleden overtuigen om door te kunnen naar de volgende ronde. Bovendien krijgen de kandidaten die door zijn van de jury een kaartje waarop staat "Gefeliciteerd, welkom bij Idols!!"
Het eerste seizoen had in totaal 7.626 aanmeldingen, seizoen twee telde 16.731 aanmeldingen en seizoen drie ruim 11.000. Seizoen vier heeft het recordaantal, namelijk 20.842 aanmeldingen.

### Theater
In het theater vindt de grote eliminatie plaats. Een weekend lang, door middel van drie verschillende rondes, moeten de kandidaten zonder en met elkaar optreden. Elk seizoen was de opzet anders.
| Ronde             | Seizoen 1       | Seizoen 2       | Seizoen 3        | Seizoen 4        | Seizoen 5   | Seizoen 6   |
| ----------------- | --------------- | --------------- | ---------------- | ---------------- | ----------- | ----------- |
| Aantal kandidaten | 94              | 96              | 89               | 114              | 93          | 56          |
| Aantal plekken    | 30              | 27              | 27               | 18               | 20          | 21          |
| Ronde 1           | Chorus Line     | Chorus Line     | Trio             | Chorus Line      | Chorus Line | Chorus Line |
| Ronde 2           | Trio            | Duet            | Duo              | Trio             | Trio        | Chorus Line |
| Ronde 3           | Solo (met tape) | Solo (met tape) | Solo (a capella) | Solo (a capella) | -           | -           |

Het nummer tijdens de eerste ronde mocht de kandidaat zelf bepalen, maar er kon maar uit een beperkt aantal nummers worden gekozen. Dit nummer moet elke kandidaat thuis al repeteren. Daarna volgt ronde twee en de jury stelt elke groep samen, behalve tijdens seizoen 3; daar had de jury de eerste ronde namelijk al samengesteld. Tijdens de eerste twee seizoen moesten de kandidaten ronde 1 en 2 op dezelfde dag doen en hadden ze de laatste dag ronde 3. Tijdens seizoen 3 en 4 werd dit veranderd en hadden de kandidaten voor ronde 2 meer tijd om voor te bereiden. Daarom werd ook besloten dat de solo van seizoen 3 en 4 a capella was en niet met tape. Dit is voor de kandidaten beter voor te bereiden, want ze hoeven dan geen rekening te houden met timing. In seizoen 5 vond er geen derde ronde plaats.

### Voor de liveshows
Workshops (seizoen 1 - seizoen 3)
Vanaf de workshops was het mogelijk voor het publiek om te stemmen op hun favoriet. De kandidaten kregen workshops op verschillende gebieden. Ze kregen zanglessen, danslessen en kledingadvies en het was vervolgens aan de kandidaten zelf om te bepalen wat ze met de adviezen gingen doen. Na de workshops moeten de kandidaten hun liedje met tape gaan performen. In het eerste seizoen werden ze alleen begeleid met een piano en in seizoen twee en drie met een hele band. Tijdens de workshops worden de kandidaten verdeeld in drie verschillende groepen. Tijdens het eerste seizoen gingen de drie kandidaten met het hoogst aantal stemmen door naar de liveshows, tijdens het tweede seizoen gingen de hoogte twee kandidaten naar de liveshows en koos ook de jury uit elk workshop nog één kandidaat, tijdens het derde seizoen gingen de drie kandidaten met de meeste stemmen door en koos ook de jury nog een extra kandidaat die door mocht. Nadat alle workshops waren geweest was er uiteindelijk ook nog een wildcard te vergeven. In seizoen één koos de jury wie de wildcard mocht hebben, tijdens seizoen twee gingen de nummers vier en vijf uit elke workshop met elkaar de strijd aan om de wildcard en tijdens seizoen drie werden de zes populairste uit alle over gebleven kandidaten bij elkaar in de wildcardshow gezet en moesten ook zij strijden om de wildcard.
Préshow (seizoen 4)
Tijdens het vierde seizoen was de workshopronde er min of meer uitgehaald. Tijdens de theater werd het aantal teruggebracht naar achttien kandidaten en streden zij alle achttien in de eenmalige "Preshow". Deze was echter hetzelfde als de workshop. Hier gingen uiteindelijk de tien kandidaten door met het hoogste aantal stemmen en koos uiteindelijk de jury nog twee kandidaten uit om ook door te gaan naar de liveshows.
Bali (seizoen 5)
Tijdens het vijfde seizoen reisden de twintig overgebleven kandidaten af naar Bali. Allereerst was er de duet-ronde waarin het aantal kandidaten werd gehalveerd. Vervolgens deden de resterende tien kandidaten een piano-ronde, waarin ze een zelfgekozen liedje aan de jury ten gehore brachten onder begeleiding van een pianist. Het aantal kandidaten werd  teruggebracht naar acht.

### Liveshows
De liveshows bestaan uit twee afleveringen. De eerste bestaat uit de optredens van de zangers en de tweede uit de resultaten van de televoting van het publiek, waar vervolgens één of meer van de deelnemers worden geëlimineerd. De liveshow worden gehouden en gefilmd in de grootste studio van Europa, Studio 22 in Hilversum. In seizoen 5 zijn de liveshows voor het eerst in de Endemol studio's in Amsterdam.
In de liveshow zingt elk act een live-nummer voor de jury en het publiek. De kandidaat zingt met een tape mee en krijgt hulp van achtergronddansers. Daarnaast is het ook mogelijk voor de kandidaten om zichzelf te begeleiden met een saxofoon, gitaar of piano. Elk liveshow staat in het teken van een bepaald thema. Elke kandidaat zingt een nummer dat binnen het thema past. Er zijn verschillende thema's, zoals Love, Musical, Soundtrack, Top 1 Hit en Nederlandstalig. Na het optreden geeft de jury commentaar op de performance. Wanneer alle kandidaten zijn geweest gaan de telefoonlijnen open, waarop het publiek vervolgens kan stemmen welk kandidaat ze graag in de race willen houden.
Terugkomende thema's zijn: Top 40, Nederlandstalig, 80's, Love, Disco, Bigband en Nederlands Product. Daarnaast zijn er ook thema's die binnen een subthema vallen. Hierdoor zijn de thema's gedurende de liveshows door de liveshows heen erg variërend.
| Thema              | Seizoen 1 | Seizoen 2 | Seizoen 3 | Seizoen 4 | Seizoen 5 |
| ------------------ | --------- | --------- | --------- | --------- | --------- |
| Nederlandstalig    |           |           |           |           |           |
| Top 40             |           |           |           |           |           |
| Love               |           |           |           |           |           |
| 80's               |           |           |           |           |           |
| Disco              |           |           |           |           |           |
| Bigband            |           |           |           |           |           |
| Idol/Hero          |           |           |           |           |           |
| Nederlands product |           |           |           |           |           |

Wanneer het aantal kandidaten is teruggebracht naar vier (seizoen 1), vijf (seizoen 2, 4) of zes (seizoen 3) zullen de kandidaten niet één, maar twee nummers zingen. Het publiek kan dan meteen na hun eerste performance stemmen op hun favoriet. In de halve finale zingen de drie kandidaten, behalve in seizoen 1, niet twee maar drie nummers.
Nadat de telefoonlijnen zijn gesloten, worden de stemmen geteld. Vervolgens wordt willekeurig bekendgemaakt of een kandidaat door is naar de volgende ronde of plek moet nemen op een van de drie krukken. De krukken geven echter de "Bottom 3" weer, oftewel de drie personen met het minst aantal stemmen moeten daar plaats nemen. Wanneer er uiteindelijk drie kandidaten op de krukken zitten wordt er al snel één uit de bottom gehaald en is veilig. Daarna wordt bekendgemaakt welk kandidaat het laagste aantal stemmen heeft gekregen en Idols dus moet verlaten. In de loop van de liveshows wordt de "Bottom 3" eruit gehaald en zien we alleen de "Bottom 2". Ook in de halve finale worden de kandidaten een voor een bekendgemaakt wie er doorgaat, maar in nog geen enkel seizoen is daadwerkelijk gesproken over een "Bottom 2".
Tijdens seizoen drie en vier zijn er zelfs Resultshows met in totaal drie keer een "Bottom 4". Deze werkt hetzelfde als de "Bottom 3", alleen zit er nu één persoon meer bij.
Tijdens seizoen 5 bestaan de liveshows uit slechts één show. De uitslag wordt dan direct na de optredens bekendgemaakt. Verder komen de liveshows van seizoen 5 niet meer vanuit studio 22 in Hilversum, maar vanuit de MediArena-studio's in Amsterdam.

### Prijs
De winnaar wint een driejarig platencontract bij de major label BMG en dat betekent ongeveer drie albums. Daarnaast krijgen ze een eigen management, tijdens seizoen 1 en 2 was dit AT Productions, tijdens seizoen 3 was dit TEG Bookings en voor de winnaar van seizoen 4 was dit Jan Vis Agency. Verder hadden de platenmaatschappijen en het management de eerste optie om alle finalisten te contracteren. Alle winnaars hebben na de finale een succesvol album uitgebracht, maar alleen Boris Titulaer wist drie succesvolle albums te produceren. Alle runner-ups en een aantal andere finalisten kregen ook een platencontract bij het winnende label.

## Seizoenenoverzicht
| Seizoen | Start           | Winnaar            | Runner-up         | Derde               | Finalisten | Aantal finalisten |
| ------- | --------------- | ------------------ | ----------------- | ------------------- | --- | ----------------- |
| 1       | 1 november 2002 | Jamai Loman        | Jim Bakkum        | Hind Laroussi       | Zosja El Rhazi, Yuli Minguel, Joël de Tombe, Bas Nibbelke, Marieke van Ginneken, David Goncalves, Dewi Pechler                                                             | 10                |
| 2       | 6 december 2003 | Boris Titulaer     | Maud Mulder       | JK                  | Meike Hurts, Robin Zijlstra, Ron Link, Alice Hoes, Eric Bouwman, Irma van Pamelen, Marlies Schuitemaker                                                                    | 10                |
| 3       | 22 oktober 2005 | Raffaëla Paton     | Floortje Smit     | Ellen Eeftink       | Renske van der Veer, Ariel Sietses, Charissa van Veldt, I-Jay, Christon Kloosterboer, Marescha van der Stelt, Aäron Ayal, Serge Gulikers, Harm Jacobs, Angelique Koorndijk | 13                |
| 4       | 20 oktober 2007 | Nikki Kerkhof      | Nathalie Makoma   | Charlene Meulenberg | Sandy Goeree, Ollie Du Croix, Asnat Ferdinandus, Mirjam de Jager, Bas van Ryckevorsel, Tiffany Maes, Pauline Zurlohe, Neil Hendriks, Nigel Brown                           | 12                |
| 5       | 23 maart 2016   | Nina den Hartog    | Kimberly Fransens | Steve Langreder     | Amber Thijssen, Rowen Aida Ben Rabaa, Jeffrey Saabeel, Thijs Roseboom, Tom de Visser                                                                                       | 8                 |
| 6       | 1 februari 2017 | Julia van Helvoirt | Bram Boender      | Mitch Lodewick      | Jahlynn Kalkman, Renee Schnater | 5                 |

Elk seizoen opent met de auditie rondes in verschillende steden waar enkele duizend kandidaten hopen om door te mogen naar de theaterronde. Tijdens auditie afleveringen zie je een mix van potentiële finalisten, interessante deelnemers en grappige deelnemers. Elk succesvolle kandidaat mag zich voor de tweede keer bewijzen tijdens de theaterrondes, waar de kandidaten drie verschillende rondes moet doorlopen. Gebaseerd op wat de kandidaten tijdens de theaterrondes hebben gedaan worden er 27 tot 30 kandidaten geselecteerd voor de workshops of 18 voor de préshow. Vanaf de workshops/préshow performen de kandidaten live hun liedjes, gevolgd door feedback van de jury. Het publiek kan nu via televoting stemmen op hun favoriete "Idol" en de uitslag van de televoting wordt dan bekendgemaakt tijdens de Resultshow. Het programma bereikt zijn climax tijdens de grande finale, waarbij de winnaar van het seizoen bekend wordt gemaakt.

## Discografie

### Albums
| Album met eventuele hitnotering(en) in de Nederlandse Album Top 100 | Datum van verschijnen | Datum van binnenkomst | Hoogste positie | Aantal weken | Opmerkingen    |
| ------------------------------------------------------------------- | --------------------- | --------------------- | --------------- | ------------ | -------------- |
| Greatest Moments 2003                                               | 28-03-2003            | -                     |                 |              | als Idool 2003 |
| Greatest Moments 2004                                               | 29-03-2004            | -                     |                 |              | als Idool 2004 |
| 5 jaar Idols 2003 - 2008                                            | 04-07-2008            | -                     |                 |              |                |
| Het beste van 2016                                                  | 03-06-2016            | -                     |                 |              |                |

### Singles
| Single met eventuele hitnotering(en) in de Nederlandse Top 40 | Datum van verschijnen | Datum van binnenkomst | Hoogste positie | Aantal weken | Opmerkingen    |
| ------------------------------------------------------------- | --------------------- | --------------------- | --------------- | ------------ | -------------- |
| Here we are / The story of success                            | 2003                  | 26-04-2003            | 38              | 2            |                |
| I've got the music in me                                      | 2004                  | 20-03-2004            | 18              | 10           | als Idols 2004 |

## Trivia
- Succesvolle ex-Idols: Jim Bakkum, Jamai Loman, Hind Laroussi, Christon Kloosterboer, Nikki Kerkhof, Bo Saris (Boris), Roger Peterson (Intwine), Tino Martin, Nick Schilder, Ferry Doedens.
- Succesvolste Idols-single: Jamai - Step Right Up
- Succesvolste debuutsingle: Nikki - Bring me Down
- Succesvolste album van een Idols deelnemer: Hind - Around The World
- Minst succesvolle debuutsingle van een finalist: Floortje - Wake Up
- Minst succesvol debuutalbum van een finalist: Floortje - Fearless
- Hind Laroussi en Jim Bakkum zijn de enigen van alle seizoenen Idols die een prijs hebben gewonnen. Laroussi ontving een Edison voor haar debuutalbum Around the World en Jim Bakkum won een TMF Award voor beste nieuwkomer.